# 蒂利蘇納-施瓦茨山

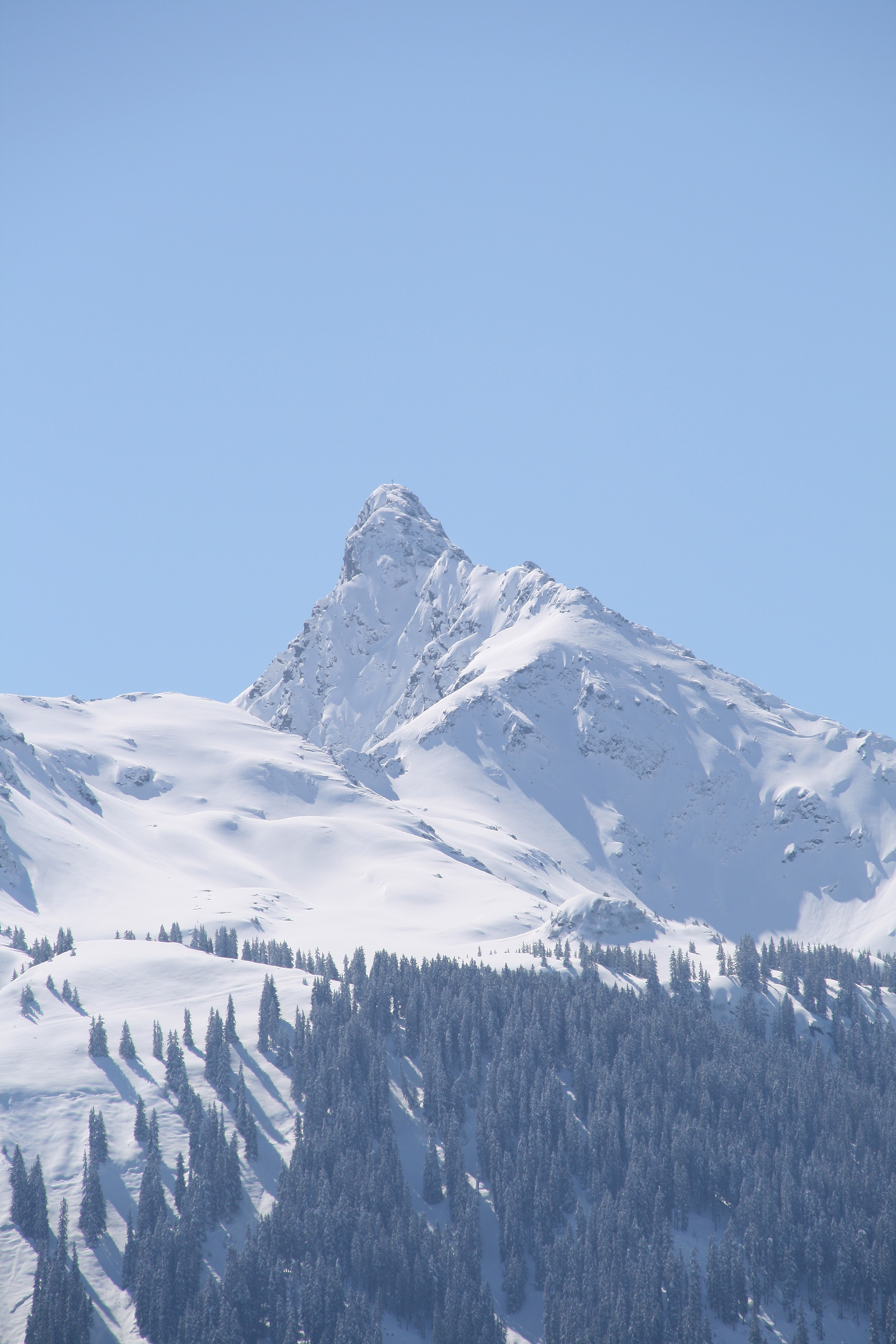

47°1′57″N 9°52′12″E / 47.03250°N 9.87000°E
蒂利蘇納-施瓦茨山（德語：Tilisuna-Schwarzhorn），是奧地利的山峰，位於該國西部，由福拉爾貝格州負責管轄，屬於雷蒂孔山的一部分，距離蘇爾茨弗盧赫山1.4公里，海拔高度2,460米，每年平均降雨量1,729毫米。